# ETB 3
ETB 3 é o terceiro canal de televisão da Euskal Telebista (ETB), a televisão pública do País Basco. O canal nasceu no dia 10 de Outubro de 2008, coincidindo com o vigésimo quinto aniversário da Radio Euskadi e emite uma programação integramente em língua basca.
O canal oferece uma programação infantil e juvenil, oferecendo múltiplas séries de animação e ficção juvenil procedentes, na sua maioria, do programa Betizu. Além disso, emite também espaços de caráter cultural (espaços de divulgação e documentários) e programas de produção própria. O canal pretende fidelizar o público jovem à televisão pública basca, com uma oferta semelhante à de outros canais da mesma temática como o Super3 na Catalunha.
O canal ocupa atualmente o lugar anteriormente ocupado pelo Canal Vasco na TDT.